# Holden Barina
Barina è il nome di varie autovetture di fascia bassa prodotte in più serie a partire dal 1985 dalla casa automobilistica australiana Holden sulla base di modelli di aziende legate a General Motors.

## Storia
Caratteristica della Barina, come di molte altre vetture della Holden, è il fatto di non possedere una propria identità, sia stilistica che tecnica, ma di consistere semplicemente in un altro modello, diverso per ogni serie, e prodotto originariamente da un'altra casa automobilistica anch'essa nell'orbita della General Motors come la Holden stessa.
In particolare, la Barina è stata la versione rimarchiata di: Suzuki Swift, Opel Corsa, Daewoo Kalos e infine Chevrolet Aveo T300, riprendendo volta per volta la meccanica dei modelli originari.

### Prima serie
La prima serie della Barina (sigla interna MB) fu introdotta nel 1985 e non era che il clone della prima serie della Suzuki Swift. Montava motori da 1 e da 1.3 litri, entrambi a 3 cilindri. Più tardi, sarebbe arrivato un nuovo 1.3 litri, ma frazionato in 4 cilindri.
Fu prodotta anche una versione speciale della prima Barina, versione nota come Road Runner, ed ispirata all'omonimo personaggio dei fumetti.
Nel 1986 vi fu un lieve restyling, in seguito al quale la sigla interna di progetto passò da MB ad ML, e nel 1988 la prima serie della Barina fu tolta di produzione.

### Seconda serie

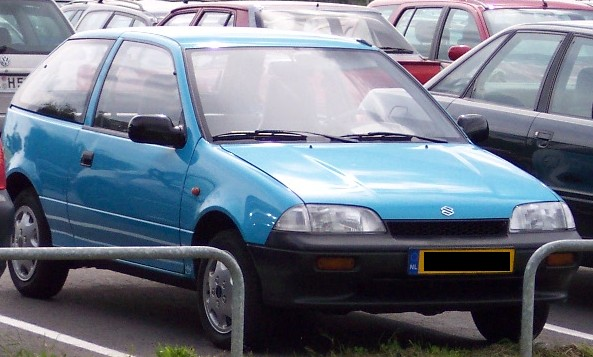
La seconda serie della Barina è la copia rimarchiata della seconda serie della Suzuki Swift

Nel 1988, fu introdotta la seconda serie della Barina (sigla interna MF), corrispondente alla seconda serie della Swift. Il motore era uno, da 1.3 litri, ma in due livelli di potenza, 70 e 100 CV.
Nel 1991 vi fu un leggero restyling e la sigla interna cambiò da MF ad MH.
Fu l'ultima Barina basata sulla Suzuki Swift e fu tolta di produzione nel 1994.

### Terza serie

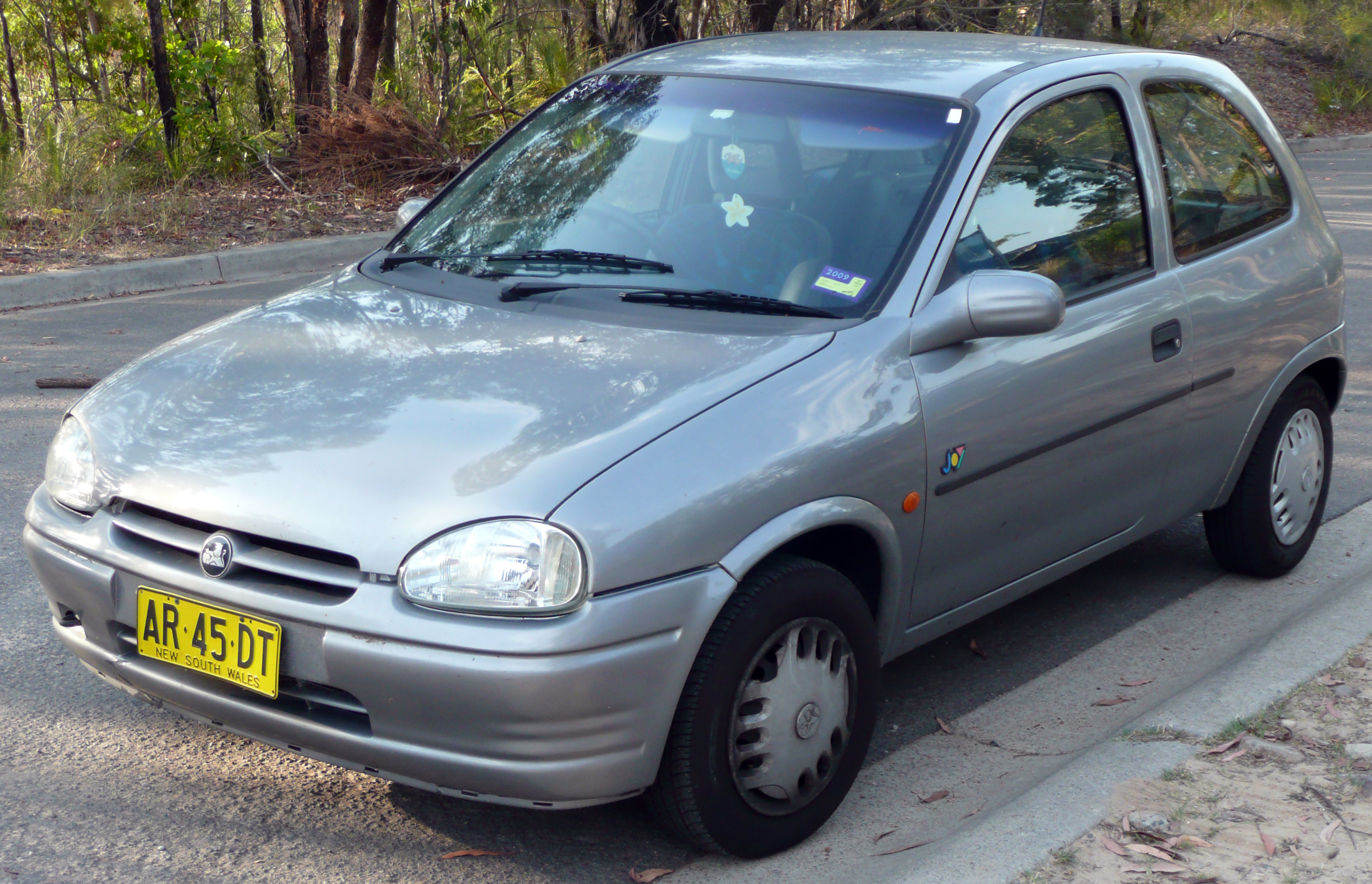
La terza serie della Barina, copia rimarchiata della Opel Corsa B

La terza serie della Barina fu lanciata nel 1994: contrariamente alle serie passate, stavolta la Holden Barina era la copia (con marchio Holden) della Opel Corsa B, lanciata dalla Casa di Rüsselsheim nel mercato europeo l'anno prima. La Barina terza serie era equipaggiata con motori a benzina da 1.2 a 1.6 litri, gli stessi montati dalla Corsa B. Non fu utilizzata l'unità da 1 litro, montata invece sulla Corsa B.
La terza serie della Barina (sigla interna SB) fu proposta con carrozzeria a due volumi, ed a 3 o 5 porte, ma anche in una variante con carrozzeria cabriolet.
La Barina SB fu tolta di produzione nel 2001.

### Quarta serie

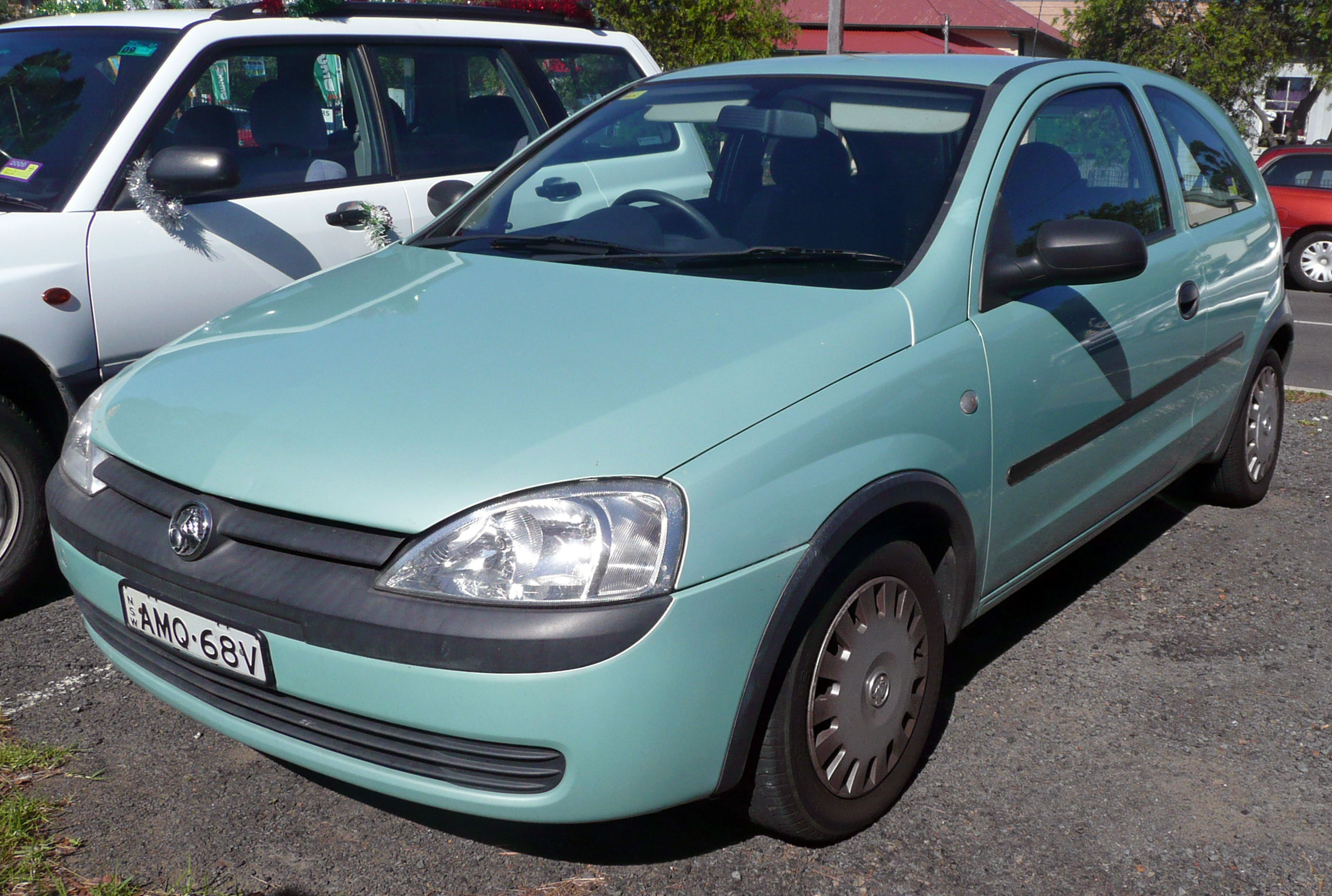
Holden Barina quarta serie

La quarta serie della Barina portava il codice di progetto XC ed era la copia della Opel Corsa C, lanciata un anno prima.
Introdotta nell'aprile 2001, la Barina XC era proposta con un motore a benzina da 1.4 litri e con distribuzione a 16 valvole. Nel mese di settembre la gamma venne ampliata dalla 1.8 16V SRi, dotata dello stesso motore della Corsa C GSi.
La Barina XC ricevette un premio da parte di una rivista automobilistica locale.
Nel 2003 vi fu un riaggiornamento della gamma per incrementare le vendite, che non andavano molto bene. Ma il tentativo fu vano e nel 2004 la Barina fu riportata alla sua gamma iniziale.
La Barina XC fu tolta di produzione alla fine del 2005.

### Quinta serie

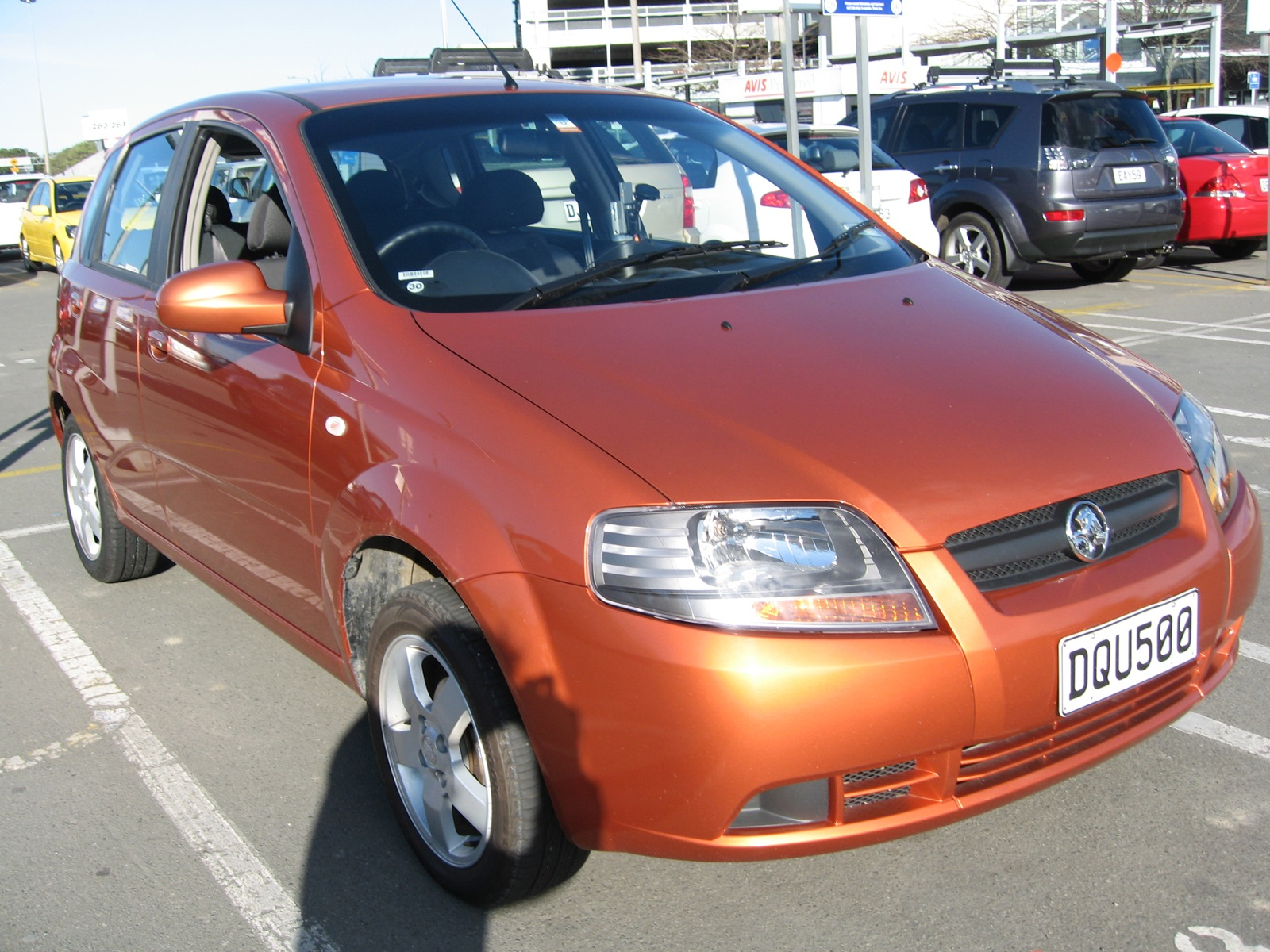
Una Holden Barina TK, copia della Chevrolet Kalos

Nel dicembre 2005 è stata lanciata la quinta generazione della Barina (sigla di progetto TK), stavolta consistente in una copia della Chevrolet Aveo/Kalos, piccola vettura commercializzata anche in Europa con i marchi Daewoo e Chevrolet.
Tre mesi dopo il lancio, nel febbraio 2006, viene lanciata anche la versione a tre volumi e 4 porte, la prima Barina in tale configurazione.
Grazie al prezzo altamente competitivo, la Barina TK ha venduto discretamente, nonostante le perplessità del pubblico e le sole due stelle ai test di sicurezza.
Nel 2008 avvenne un restyling di mezz'eta, in cui quest' auto fu ristilizzata marcatamente, e adesso si somiglia alla nostra Aveo (generazione T250).
Nonostante sia stato prodotto questo restyling, le vendite di questa utilitaria, già non elevate al debutto, sono rimaste invariate e nel 2011 esce di produzione, lasciando il posto alla sesta serie, stavolta basata sulla piattaforma T300 da cui uscirà la Aveo T300 europea.

### Sesta serie

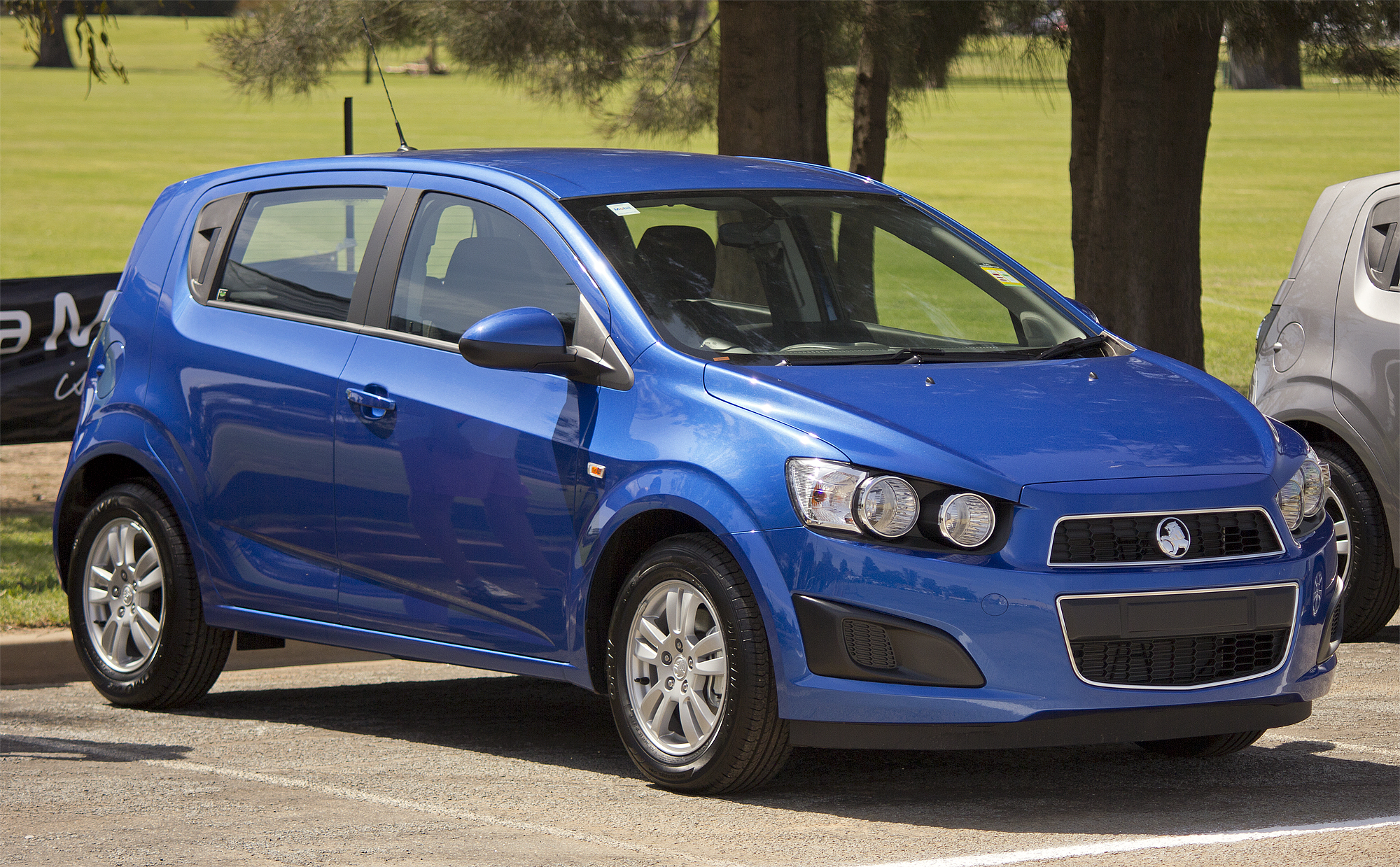
La Holden Barina sesta serie

Nel 2011 viene lanciata la sesta serie di Barina al Salone dell'Automobile di Melbourne (Australia).
Da novembre dello stesso anno è commercializzata la versione hatchback a 5 porte, mentre per la berlina si deve attendere il mese di febbraio del 2012.
Il motore è un 1600 a benzina abbinabile a un cambio manuale a 5 rapporti oppure a un cambio automatico a 6 rapporti.
L'autovettura è un rimarchiamento della Aveo europea da cui differisce solo per il marchio.